# Cyclaspis iphinoides
Cyclaspis iphinoides är en kräftdjursart som beskrevs av Mihai Bacescu och Zarui Muradian 1975. Cyclaspis iphinoides ingår i släktet Cyclaspis och familjen Bodotriidae. Inga underarter finns listade i Catalogue of Life.